# American College of Brazilian Studies
O American College of Brazilian Studies (AMBRA University) também referida como Brazilian Law International College é uma insituição de ensino norte-americana sediada em Orlando, Flórida. A instituição oferece o curso de Bachelor of Science (B.S.) in Foreign Legal Studies e  Bachelor of Science (B.S.) in Business Administration .

## Licenciamento
O American College of Brazilian Studies é licenciado pela Commission for Independent Education - Florida Department of Education. O licenciamento é suficiente para emitir diplomas e graus válidos de acordos com as leis do estado da Flórida, porém licenciamento não significa acreditação. A Ambra é também membro da Florida Association of Postsecondary Schools and Colleges e é Patron Member da Brazilian-American Chamber of Commerce of Florida.
A Ambra não está listada entre as instituições acreditadas pela agência acreditadora regional do sul da Flórida, a Souther Association of Colleges and Schools Commission on Colleges - SACSCOC. A acreditação é opcional nos Estados Unidos. A acreditação nos Estados Unidos é útil para os americanos (natos ou naturalizados) que desejam financiamento federal do Governo Americano do ensino superior, bem como facilitar a transferência para outras faculdades acreditadas pela mesma agência.
A Faculdade Ambra oferece cursos de graduação em direito brasileiro e administração de empresas, business administration. O curso de direito brasileiro é realizado em cinco ou seis anos com grade curricular semelhante às existentes no Brasil. O curso de graduação em business administration é ofertado via internet em quatro anos.

## Reconhecimento no Brasil
Por ser americana, a Ambra tem sua licença de funcionamento regulada pelas leis educacionais do Estado da Flórida e não possui reconhecimento, autorização ou qualquer vínculo com o Ministério da Educação do Brasil.
A AMBRA possui convênio de cooperação técnico-científica com a Universidade Estadual de Roraima - UERR e com a Universidade Estadual Vale do Acaraú - UVA. Um dos campos de interesse em ambos os convênios é (item 9) é a revalidação/conferição dos título obtidos. A AMBRA também é parceira comercial da Ordem dos Advogados do Brasil - Seccional de Pernambuco (OAB-PE) para o oferecimento de cursos de extensão.
A pedido do Ministério Público Federal no Amazonas (MPF/AM), a Justiça Federal determinou, em caráter liminar, a suspensão de atividades presenciais da BLIC no Brasil. Segundo nota publicada pela AMBRA em seu site: "A AMBRA continua em plena operação e a decisão judicial brasileira não afetou seu funcionamento, que sempre se deu nos EUA recebendo alunos de todo o mundo, inclusive do Brasil" e que "É importante salientar que a BLIC foi vitoriosa na primeira instância do julgamento, que aguarda sua decisão final".
Em 2013 a Ambra College graduou sua primeira turma de alunos, chamada de Ambra First Class, e que contou com 06 alunos. A cerimônia de graduação, colação de grau e assinatura do livro ocorreu presencialmente em janeiro de 2013. Importante reforçar que todos os 06 graduados na First Class solicitaram revalidação de seus diplomas em IES Públicas brasileiras, e que todos, sem exceção, tiveram seus diplomas devidamente revalidados. Desses 06 graduados, 05 fizeram o exame da OAB, tento todos, sem exceção, sido devidamente aprovados no Exame da Ordem. Esses 05 graduados são hoje advogados devidamente inscritos na OAB de seus respectivos Estados. A única aluna que não fez o exame da ordem mora na Inglaterra e é aluna de Mestrado em Direito em uma renomada universidade londrina.
Em março de 2014 a Ambra College formou uma segunda turma com outros 06 alunos. Ao longo de 2015 até janeiro de 2016, formou novas turmas de alunos. Os formados "pós first class"  que requereram a revalidação de seus respectivos diplomas até jan/16 (quando essa mensagem está sendo escrita) em IES Pública brasileira obtiveram resposta positiva em pelo menos uma das instituições procuradas, de forma que já tiveram seus diplomas estrangeiros devidamente revalidados. 
Importante reforçar que a revalidação de diploma de graduação estrangeiro é prerrogativa única e exclusiva de IES Públicas (conforme Lei de Diretrizes e Bases), as quais possuem  total e irrestrita autonomia universitária (Constituição do Brasil) para decidir pela revalidação (sem restrições, mediante prova ou mediante cursar disciplinas complementares) ou por sua recusa justificada, não cabendo nenhum tipo de interferência do MEC nessas decisões. 
Por outro lado, se as IES Públicas decidirem, por sua livre autonomia, alinharem-se às orientações do MEC, elas possuem total autonomia para fazê-lo. É o caso do curso de Medicina, no qual grande parte das IES Públicas brasileiras que possuem esse curso de graduação já incorporou em seus editais próprios que a revalidação de diploma de graduação estrangeiro em Medicina só será só será passível de avaliação se o requerente apresentar aprovação na prova do Revalida, aplicada pela MEC. Outras IES Públicas, por sua vez, decidem que os critérios permanecerão todos internos (conforme LDB). Ambas as escolhas são autônomas e legítimas por parte das IES Públicas. 

## Cursos
1. Bachelor of Science in Foreign Legal Studies
2. Bachelor of Business Administration
3. Master of Science degree in administration
4. Master of Business Administration
5. Master of Studies in Law
6. Master of Science in Compliance
7. Master of Science in Dispute Resolution